# Datça
Pour l’article ayant un titre homophone, voir Datcha.
Datça est une ville de Turquie située dans la province de Muğla, à mi-chemin le long de la presqu'île du même nom, située sur la Méditerranée, entre la ville de Marmaris et le site antique de Cnide. Elle est le chef-lieu d'une dizaine de villages parsemés le long de la presqu'île, parmi lesquels Mesudiye et Palamutbükü sont de notoriété touristique.
Petite bourgade de pêcheurs jusqu'à un passé proche, la principale activité de la ville est aujourd'hui le tourisme desservi par de nombreux restaurants, hôtels et bijouteries. Le port de Datça accueille les voiliers et vedettes à moteur des touristes et possède de nombreuses goélettes (bateaux traditionnels en bois) qui restent à quai pour l'année. Avec 5 000 habitants l'hiver, la population dépasse plusieurs dizaines de milliers d'habitants l'été.
Le charme de cette ville se manifeste particulièrement autour du port, sur la façade opposée à celui-ci où se trouve le lac dont les eaux sont bienfaisantes ainsi que le jardin municipal.
Le port-ferry de Datça est situé sur la partie égéenne de la presqu'île, à 10 km de Datça ville, Körmen ; il y a jusqu'à 4 ferries par jour en saison pour rejoindre Bodrum.
Datça est aussi un port d'entrée pour la Turquie, les bateaux en provenance de Grèce par exemple Symi ou Rhodes, doivent se présenter d'abord à Datça avant de pouvoir accoster à de plus petites localités sans bureau douanier.
Datça est une ville à très forte croissance économique : en 2005, plus de 500 nouveaux bâtiments y ont été construits. Datça se compose de trois parties principales séparées d'une distance d'environ deux kilomètres :
- Eski-Datça (le Vieux Datça) ;
- İskele (le quai) ;
- Reşadiye, nommé en l'honneur de l'avant-dernier sultan de l'empire ottoman au début du XXe siècle, Mehmed V Reşad. Il avait donné son nom à la sous-préfecture et à la presqu'île jusqu'en 1947, avant que le nom précédent ne soit réadopté. Il reste toujours possible de voir la presqu'île mentionnée sous le nom de Reşadiye dans certaines cartes maritimes.

Reşadiye est connue pour sa fabrique d'huile d'olive et son musée du tapis turc ou kilim.

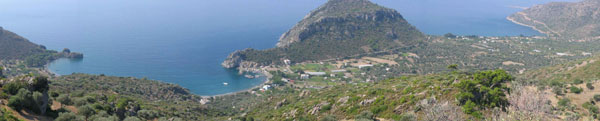
Panorama sur la péninsule de Datça.